# Albertaceratops
Az Albertaceratops (jelentése 'Albertai szarvarcú') a centrosaurina ceratopsida dinoszauruszok egyik neme, amely a késő kréta időszak campaniai korszakából, a kanadai Albertában levő Oldman Formációból és az egyesült államokbeli Montanában levő Judith River Formációból került elő.

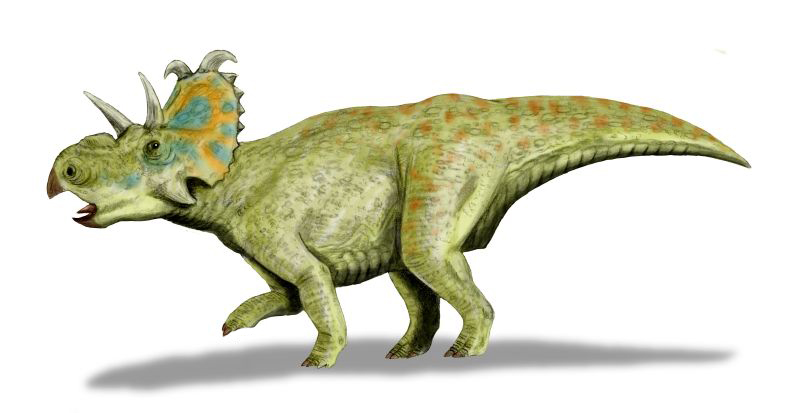
Az Albertaceraops nesmoi rekonstrukciója

Egy 2001 augusztusában felfedezett teljes koponya (a Royal Tyrrell Őslénytani Múzeum TMP.2001.26.1 jelzésű lelete), valamint koponyatöredékek és egyéb csontmaradványok alapján vált ismertté. Ez a nem, szokatlanul hosszú szemöldökszarvától eltekintve szokványos centrosaurina koponyával rendelkezett. Az orra felett egy csonttaraj, a nyakfodrán pedig két kifelé hajló kampó helyezkedett el.
A leírását elkészítő Michael J. Ryan (a Cleveland Természetrajzi Múzeum őslénykutatója) által elvégzett filogenetikus elemzés szerint az Albertaceratops bazális centrosaurina.
Hivatalos publikációja előtt az állat neve „Medusaceratops” volt (a görög mitológiából ismert Medúzára utalva), ami Ryan 2003-as disszertációjában jelent meg. Egyetlen ismert faját, az A. nesmoit Cecil Nesmo tiszteletére nevezték el, aki az albertai Manyberries egyik, Medicine Hattől 71 kilométerre, délre fekvő, 100-nál kevesebb fős településének lakójaként támogatta a fosszíliavadászok munkáját.

## Fordítás
- Ez a szócikk részben vagy egészben az Albertaceratops című angol Wikipédia-szócikk ezen változatának fordításán alapul.  Az eredeti cikk szerkesztőit annak laptörténete sorolja fel. Ez a jelzés csupán a megfogalmazás eredetét és a szerzői jogokat jelzi, nem szolgál a cikkben szereplő információk forrásmegjelöléseként.